# Проложац
Проложац је општина у Сплитско-далматинској жупанији, Република Хрватска.

## Историја
До територијалне реорганизације у Хрватској налазила се у саставу старе општине Имотски. Седиште општине је у насељу Доњи Проложац.

## Становништво
На попису становништва 2011. године, општина Проложац је имала 3.802 становника, од чега у Доњем Пролошцу 1.511.
| Број становника по пописима | Број становника по пописима | Број становника по пописима | Број становника по пописима | Број становника по пописима | Број становника по пописима | Број становника по пописима | Број становника по пописима | Број становника по пописима | Број становника по пописима | Број становника по пописима | Број становника по пописима | Број становника по пописима | Број становника по пописима | Број становника по пописима | Број становника по пописима |
| --------------------------- | --------------------------- | --------------------------- | --------------------------- | --------------------------- | --------------------------- | --------------------------- | --------------------------- | --------------------------- | --------------------------- | --------------------------- | --------------------------- | --------------------------- | --------------------------- | --------------------------- | --------------------------- |
| 1857                        | 1869                        | 1880                        | 1890                        | 1900                        | 1910                        | 1921                        | 1931                        | 1948                        | 1953                        | 1961                        | 1971                        | 1981                        | 1991                        | 2001                        | 2011                        |
| 3.051                       | 3.246                       | 3.159                       | 3.598                       | 3.991                       | 4.756                       | 5.052                       | 5.610                       | 6.006                       | 5.749                       | 6.026                       | 6.497                       | 5.642                       | 4.801                       | 4.510                       | 3.802                       |

Напомена: Настала из старе општине Имотски. У 1869, 1921. и 1931. садржи део података за општину Подбабље. У 1853. и 1961. подаци су садржани у општини Подбабље.